# Kościół Podwyższenia Krzyża Świętego w Wierzbicy Dolnej
Kościół Podwyższenia Krzyża Świętego – rzymskokatolicki kościół filialny, położony w Wierzbicy Dolnej. Kościół należy do Parafii św. Jacka w Wierzbicy Górnej w dekanacie Namysłów wschód, archidiecezji wrocławskiej.
14 czerwca 1954 roku pod numerem 72/54 świątynia została wpisana do rejestru zabytków województwa opolskiego.

## Historia kościoła
Jest to poewangelicki kościół, zbudowany w 1688 roku, którego fundatorem był Melchior von Studnitz. W 1939 roku świątynia została odbudowana z zastosowaniem nowego drewna, z poprzedniej budowli została zachowana tylko wieża. W 1975 roku wymienione zostało pokrycie dachowe kościoła.

## Architektura i wnętrze kościoła
Kościół jest orientowany, nieoszalowany, na kamiennej podmurówce, konstrukcji zrębowej. Przylegająca wieża natomiast jest konstrukcji typu słupowego. Prezbiterium zostało zamknięte trójbocznie, od północnej strony prezbiterium znajduje się zakrystia z położoną na piętrze lożą kolatorską. Nawa jest szersza od prezbiterium, kształtem zbliżona do kwadratu, przylegają do niej kruchta i wieża. Wieża posiada ściany lekko pochyłe, szalowane, nakryta jest hełmem gontowym i pokryta blachą. Całość kościoła posiada dach siodłowy z dwoma kalenicami i pokryty jest gontem. Okna kościoła i drzwi wejściowe, w górnej części, zakończone są spłaszczonym łukiem. Wnętrze kościoła zwieńcza płaski strop i podzielony jest kasetonami. Chór muzyczny łączy się z emporami wzdłuż bocznych ścian nawy i wsparty jest na czterech słupach. Na ścianie nawy widać niewielki fragment stropu z XVII wieku ze sceną Sądu Ostatecznego, który jest ozdobiony ludowo-renesansową ramą o motywach i dekoracji roślinnej pochodząca również z XVII wieku. Późnobarokowy ołtarz główny pochodzi z I połowy XVIII wieku. Ozdobiony jest rzeźbami aniołów oraz Chrystusa Zmartwychwstałego. Ambona jest barokowa, pochodzi z około połowy XVIII wieku. Widnieją na niej malowane postacie czterech ewangelistów autorstwa Salvatora Mundi na parapecie oraz Mojżesza, Aarona i św. Jana Chrzciciela na parapecie schodów. Organy pochodzą z początku XVIII wieku. 
Ponadto w wyposażeniu kościoła na uwagę zasługują zabytkowe:
- cztery zydle ludowe z XVIII wieku,
- barokowo-ludowy obraz Zmartwychwstania pochodzący z przełomu XVIII/XIX wieku,
- epitafium renesansowe drewniane z malowanym portretem wotywnym i Ukrzyżowaniem pochodzącym z XVII wieku,
- 3 rzeźby (odnowione zostały one w 1936 roku):
  - 1. gotycka Pietà z początku XVI wieku,
  - 2. krucyfiks gotycki z XVI wieku,
  - 3. barokowy anioł chrzcielny barokowy,
- kielich cynowy z herbem i literami M V S pochodzący z 2 połowy XVII wieku,
- dwie pateny cynowe z cechami miejskimi Wrocławia,
- dwa lichtarze cynowe z 1681 roku,
- dwa lichtarze z 1 połowy XVIII wieku,
- pod stropem zamocowane zostały trzy kopie rycerskie.